# Quintus Dellius
Quintus Dellius (Kr. e. 1. század) római államférfi, író.
Lovagi családból származott, Asia provinciában volt negotiator, ahol pártállását többször is megváltoztatta, míg végre Marcus Antonius mellé szegődött, aki Egyiptomba küldte Kleopátráért, akit rá is vett arra, hogy Antonius előtt Kr. e. 41-ben megjelenjen. Ezután elkísérte Antoniust a párthusok elleni hadjáratra, majd az actiumi csata előtt Makedóniába ment sereget gyűjteni, ahol Octavianus mellé állt, egyéb okok mellett azért, mert félt az általa megsértett Kleopátra bosszújától. Egyes ókori források szerint (Sztrabón, Plutarkhosz) megírta a párthus háború történetét.